# Tourtière de Châlus
Pour les articles homonymes, voir Chalus et Tourtière.
En Limousin, et tout particulièrement dans la région des monts de Châlus, la tourtière est une préparation culinaire traditionnelle, qui se fait avec une pâte levée, des pommes de terre, de la crème fraîche et des restes de petit salé.
Cette spécialité, qui ne se confond pas avec les tourtes ou tourtières du Sud-Ouest gascon, est réputée pour être très calorique.
Une version sans viande, appelée pâté aux pommes de terre, est également un plat traditionnel local.